# Blaubeuren
Blaubeuren é uma cidade da Alemanha, no distrito dos Alpes-Danúbio, na região administrativa de Tubinga, no estado de Baden-Württemberg.

## Brasão
O brasão da cidade mostra o Blaumännle ("pequeno homem azul"), um pequeno homem vestido de azul sob fundo dourado.

## Pontos de interesse

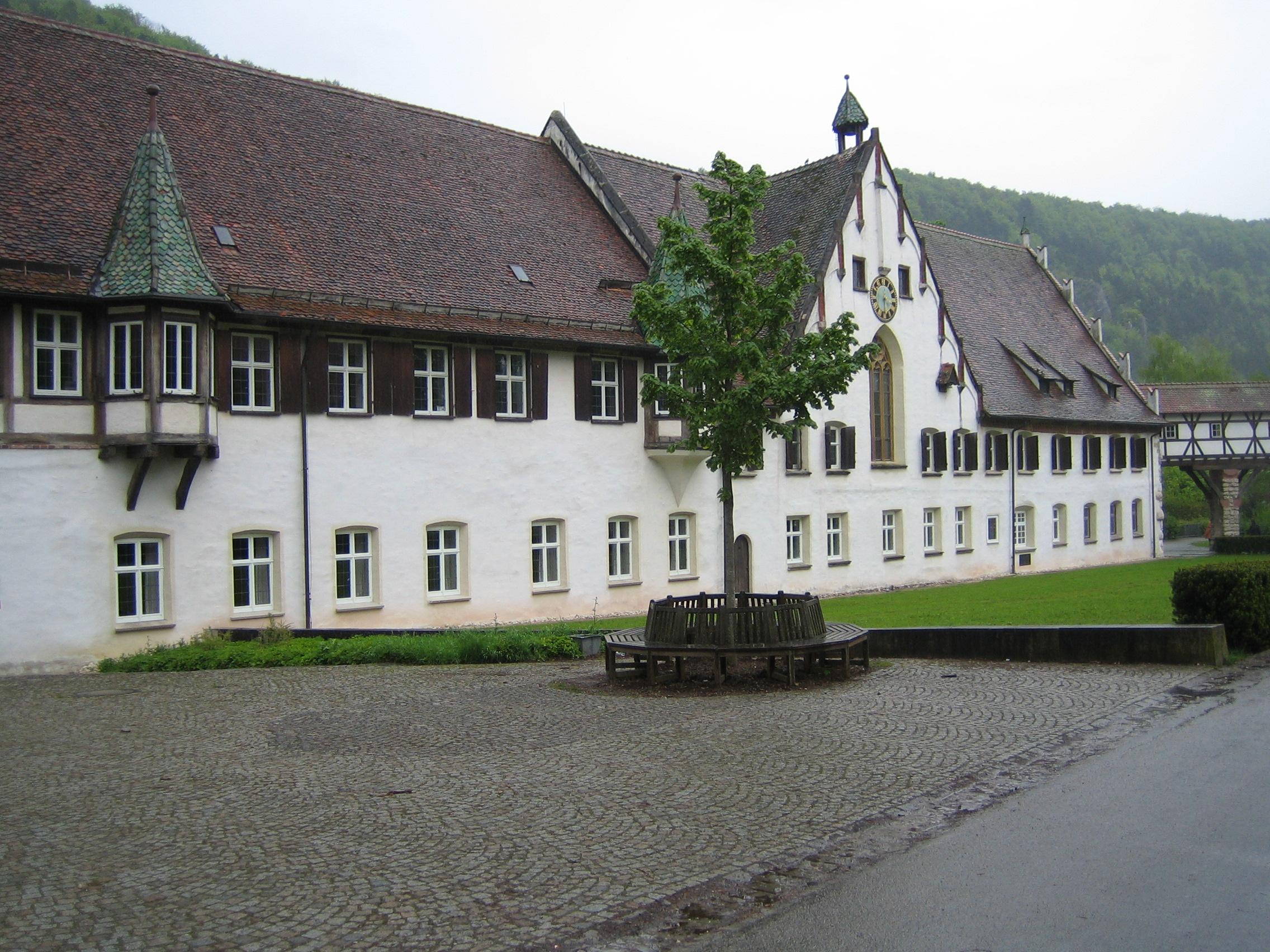
Abadia de Blaubeuren

- Rio Blautopf, fonte do rio Blau;
- Ruckenkreuz
- Abadia de Blaubeuren